# Libéria az 1984. évi nyári olimpiai játékokon
Libéria az egyesült államokbeli Los Angelesben megrendezett 1984. évi nyári olimpiai játékok egyik részt vevő nemzete volt. Az országot az olimpián 1 sportágban 7 sportoló képviselte, akik érmet nem szereztek.

## Atlétika
Férfi
| Versenyző                                                | Versenyszám     | Előfutam | Előfutam | Előfutam | Negyeddöntő | Negyeddöntő | Negyeddöntő | Elődöntő | Elődöntő | Elődöntő | Döntő         | Döntő         |
| Versenyző                                                | Versenyszám     | Idő      | Hely.    | Össz.    | Idő         | Hely.       | Össz.       | Idő      | Hely.    | Össz.    | Idő           | Helyezés      |
| -------------------------------------------------------- | --------------- | -------- | -------- | -------- | ----------- | ----------- | ----------- | -------- | -------- | -------- | ------------- | ------------- |
| Oliver Daniels                                           | 100 m           | 10,76    | 6.       | 50.**    | kiesett     | kiesett     | kiesett     | kiesett  | kiesett  | kiesett  | kiesett       | kiesett       |
| Augustus Moulton                                         | 200 m           | 22,94    | 8.       | 75.      | kiesett     | kiesett     | kiesett     | kiesett  | kiesett  | kiesett  | kiesett       | kiesett       |
| Samuel Sarkpa                                            | 400 m           | 47,65    | 6.       | 55.      | kiesett     | kiesett     | kiesett     | kiesett  | kiesett  | kiesett  | kiesett       | kiesett       |
| Nimley Twegbe                                            | 5000 m          | 17:36,69 | 14.      | 54.      |             |             |             | kiesett  | kiesett  | kiesett  | kiesett       | kiesett       |
| Nimley Twegbe                                            | Maraton         |          |          |          |             |             |             |          |          |          | nem ért célba | nem ért célba |
| Wallace Obey Hassan Tall Oliver Daniels Augustus Moulton | 4 × 100 m váltó | 42,05    | 7.       | 20.      |             |             |             | kiesett  | kiesett  | kiesett  | kiesett       | kiesett       |

Női
| Versenyző         | Versenyszám | Előfutam | Előfutam | Előfutam | Negyeddöntő | Negyeddöntő | Negyeddöntő | Elődöntő | Elődöntő | Elődöntő | Döntő   | Döntő    |
| Versenyző         | Versenyszám | Idő      | Hely.    | Össz.    | Idő         | Hely.       | Össz.       | Idő      | Hely.    | Össz.    | Idő     | Helyezés |
| ----------------- | ----------- | -------- | -------- | -------- | ----------- | ----------- | ----------- | -------- | -------- | -------- | ------- | -------- |
| Grace Ann Dinkins | 100 m       | 12,35    | 7.       | 40.      | kiesett     | kiesett     | kiesett     | kiesett  | kiesett  | kiesett  | kiesett | kiesett  |

** - két másik versenyzővel azonos eredményt ért el